# Лоусон, Найджела
Найджела Лоусон (род. 6 января 1960) — британская журналистка, телеведущая, редактор, ресторанный критик и автор книг на тему кулинарии.

## Биография
Высшее образование получила в Оксфордском университете в области филологии, после чего начала писать рецензии на литературные произведения и стала ресторанным критиком. С 1986 года работала литературным редактором в газете The Sunday Times, а также стала внештатным журналистом, сотрудничая с многочисленными журналами и газетами. С детства увлекаясь кулинарией, в 1998 году она издала свою первую поваренную книгу, вышедшую под заглавием «Как надо есть» (англ. How to Eat), проданную тиражом 300 тысяч экземпляров и ставшую бестселлером. В 2000 году издала вторую книгу на подобную же тему, «Как стать домашней богиней» (англ. How to Be a Domestic Goddess), за которую была удостоена британской Книжной премии года.
С 1999 года вела кулинарное шоу Nigella Bites на канале Channel 4. В её карьере были также другие телепрограммы, отмеченные наградами; с 2007 года владеет брендом кухонной посуды.